# 542084 Olegverkhodanov
542084 Olegverkhodanov è un asteroide della fascia principale esterna. Scoperto nel 2012, presenta un'orbita caratterizzata da un semiasse maggiore pari a 3,155535 UA e da un'eccentricità di 0,292839, inclinata di 26,184409° rispetto all'eclittica.
È dedicato ad Oleg Verkhodanov, cosmologo e divulgatore scientifico.